# Kukułka bzowa
Kukułka bzowa, storczyk bzowy, stoplamek bzowy (Dactylorhiza sambucina (L.) Soó) – gatunek rośliny należący do rodziny storczykowatych (Orchidaceae).

## Rozmieszczenie geograficzne
Występuje wyłącznie w Europie. Zwarty zasięg występowania rozciąga się od środkowej Francji na zachodzie po południowo-wschodnią Ukrainę. Północna granica zasięgu przebiega przez południowe Niemcy i południową Polskę, południowa po północną Hiszpanię, południowe Włochy i Grecję. Ponadto występuje na licznych rozproszonych obszarach poza granicą zwartego zasięgu. W południowo-zachodniej Polsce obecnie występuje tylko w Sudetach (na Pogórzu Kaczawskim, Wałbrzyskim, w Rudawach Janowickich, Górach Bardzkich i wschodnim końcu Gór Opawskich).  
Najwięcej stanowisk znajduje się w Karpatach, gdzie potwierdzono występowanie w wielu regionach. Najliczniejsze stanowiska w Karpatach znajdują się we wschodniej części Pasma Lubania w Gorcach, w Pieninach Właściwych i przylegającej do nich części Pasma Radziejowej w Beskidzie Sądeckim. Pojedyncze stanowiska znajdują się na Pogórzu Cieszyńskim, w południowej części Beskidu Śląskiego i Żywieckiego, w Beskidzie Niskim i w Bieszczadach. Najdalej wysunięte stanowisko, znajdujące się na Wyżynie Miechowskiej, prawdopodobnie już nie istnieje.
Drugim centrum występowania są Sudety, gdzie największe skupisko stanowisk znajduje się na Pogórzu Kaczawskim i Pogórzu Bolkowskim. Poza tym stwierdzona także w Górach Złotych, Górach Bardzkich, Rudawach Janowickich, Górach Kruczych i Górach Orlickich. W latach 90. największa sudecka populacja odnotowana była w okolicach Chwalisławia koło Złotego Stoku.

## Morfologia
PokrójRoślina wieloletnia o wysokości do 25 cm, posiadająca pod ziemia dwie płytko wcinane bulwy.
ŁodygaPusta, ulistniona, mocna, zielona, osiąga wysokość do 25 cm.
LiściePodłużnie lancetowate od 4 do 6 sztuk o długości od 4 do 10 cm i szerokości od 1,5 do 3,0 cm. Dolne podłużne odwrotniełopatkowe, o zaokrąglonym u szczytu kształcie. Górne liście obejmują łodygę. Na liściach nie ma ciemnych plamek.
KwiatNa niektórych okazach kwiaty czerwone, na niektórych żółte. Obydwie formy ubarwienia występują równie często, razem, lub oddzielnie. Ponadto występują mieszańce o kwiatach różowych. Działki okwiatu zaostrzone, trzy większe wyprostowane lub odgięte, dwa wewnętrzne mniejsze, nachylone ku sobie. Kwiatostan jajowaty zbity o wysokości do 8 cm, kilkunastokwiatowy, gęsty w górze, kłos kwiatowy dołem zwykle luźny. Łatki są wyraźnie stępione i tylko nieznacznie karbowane. Ostroga osiąga maksymalnie 1,2 cm, górny zewnętrzny płatek od 0,6 do 0,7 cm, boczny zewnętrzny płatek od 0,7 do 0,8 cm, a boczne wewnętrzne płatki osiągają długość około 0,5 cm. Kwitnie od kwietnia do maja.
OwoceWalcowata Torebka o długości 19-20 i szerokości 5-6 mm. Na szczycie posiada resztki kwiatu.

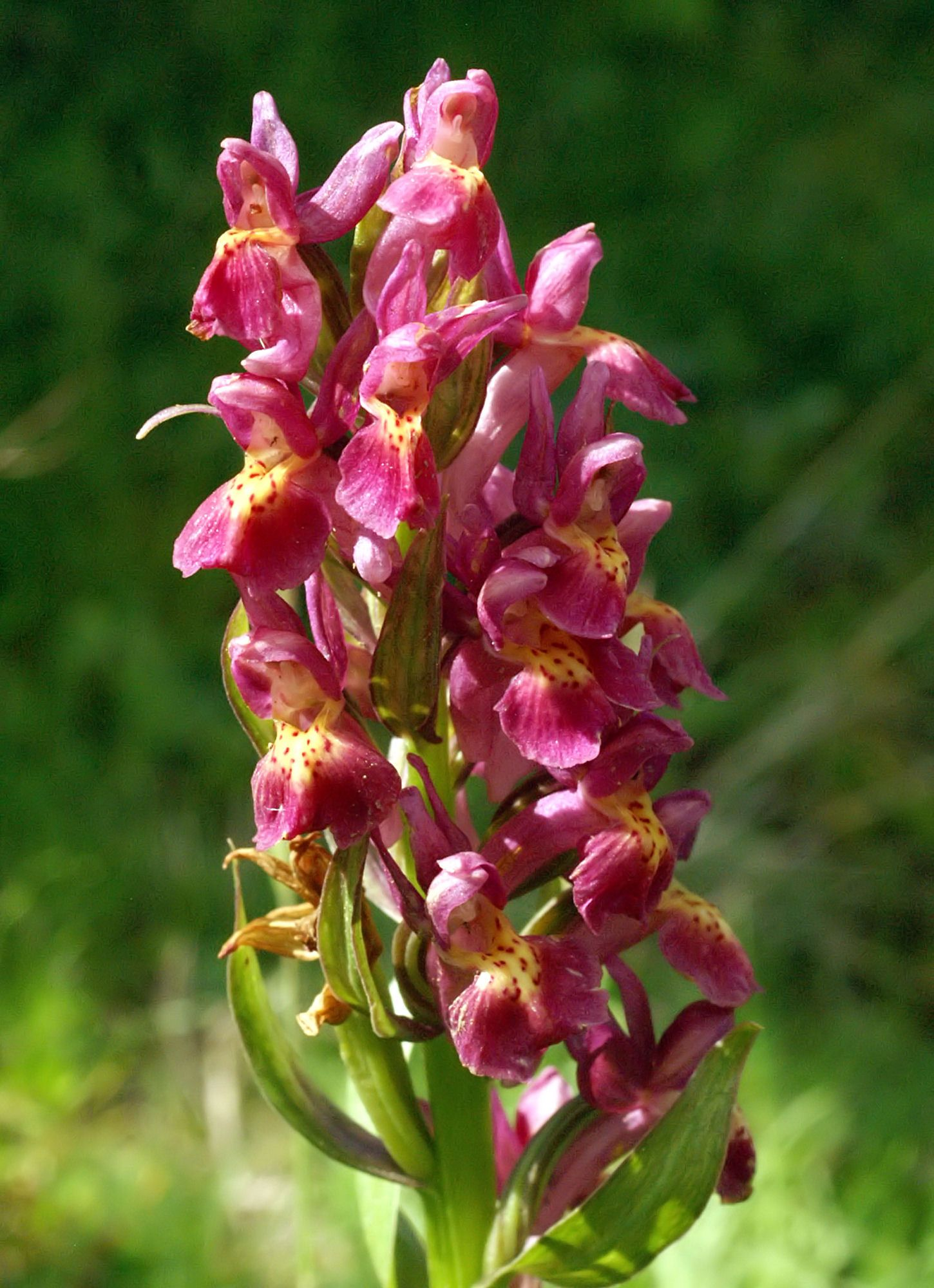
Kwiatostan
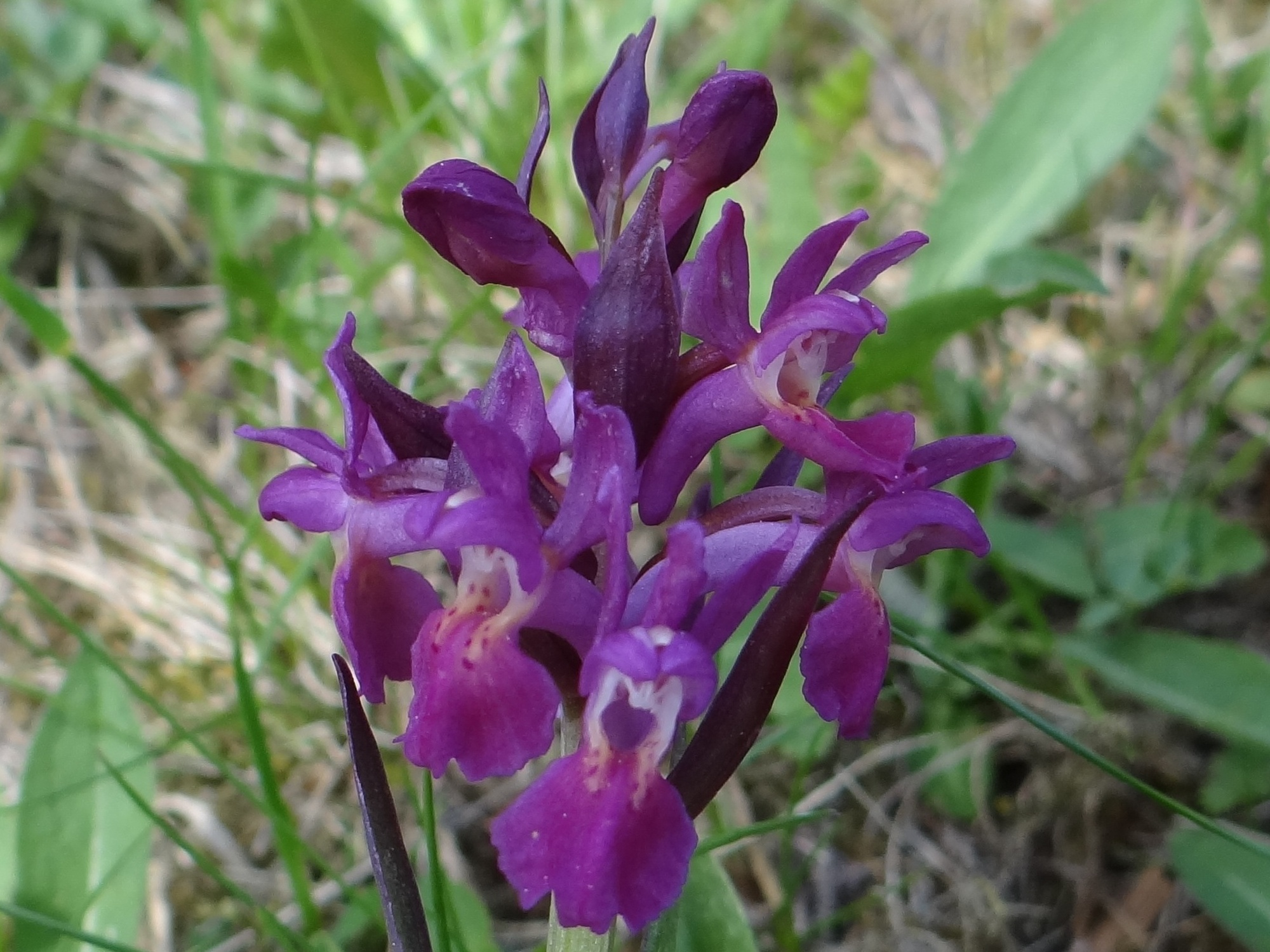
Kwiaty czerwone
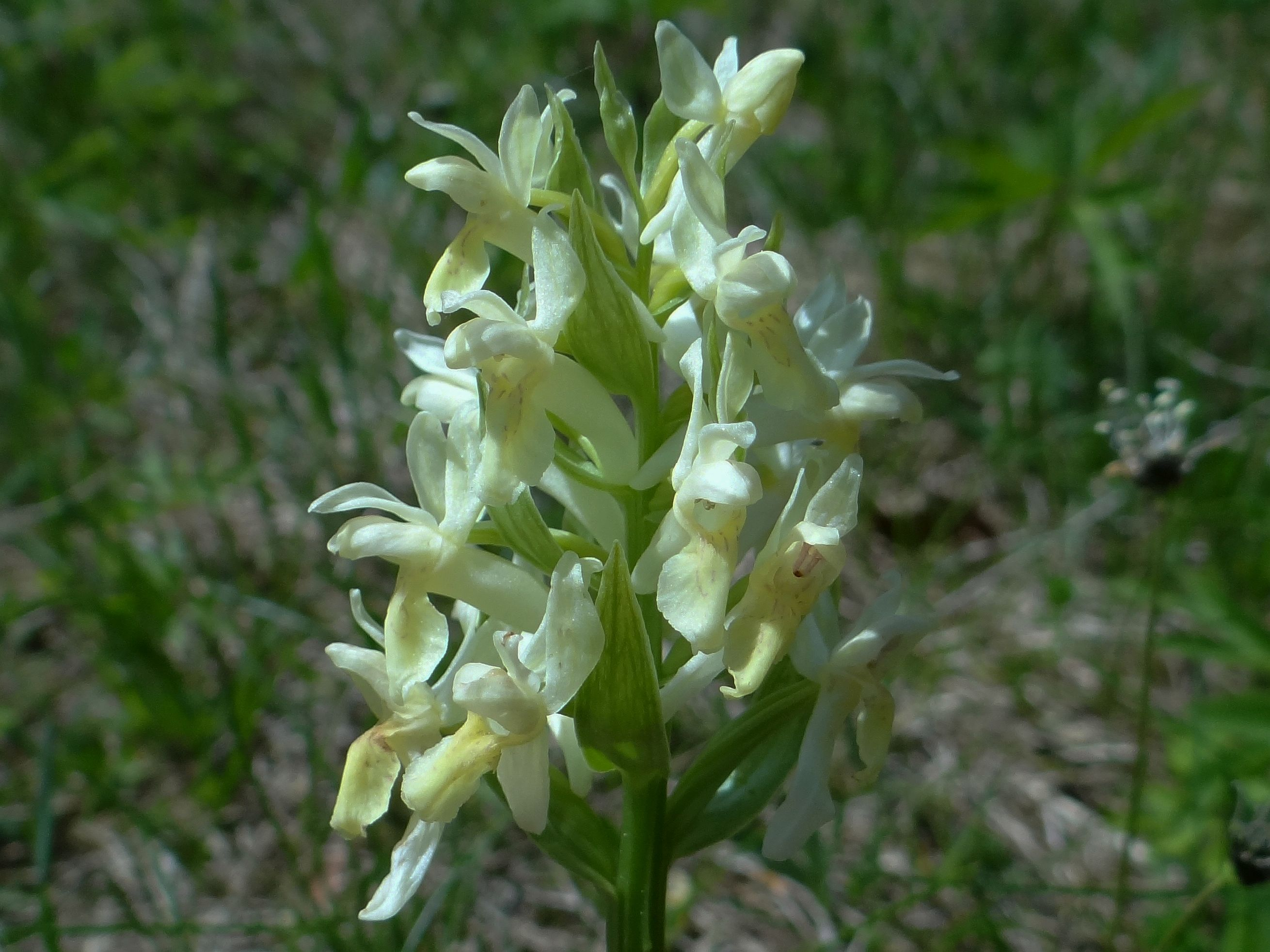
Kwiaty żółte
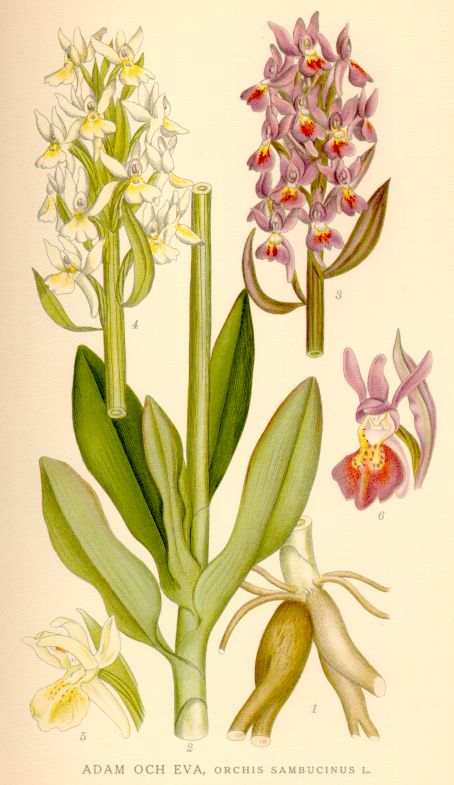
Morfologia
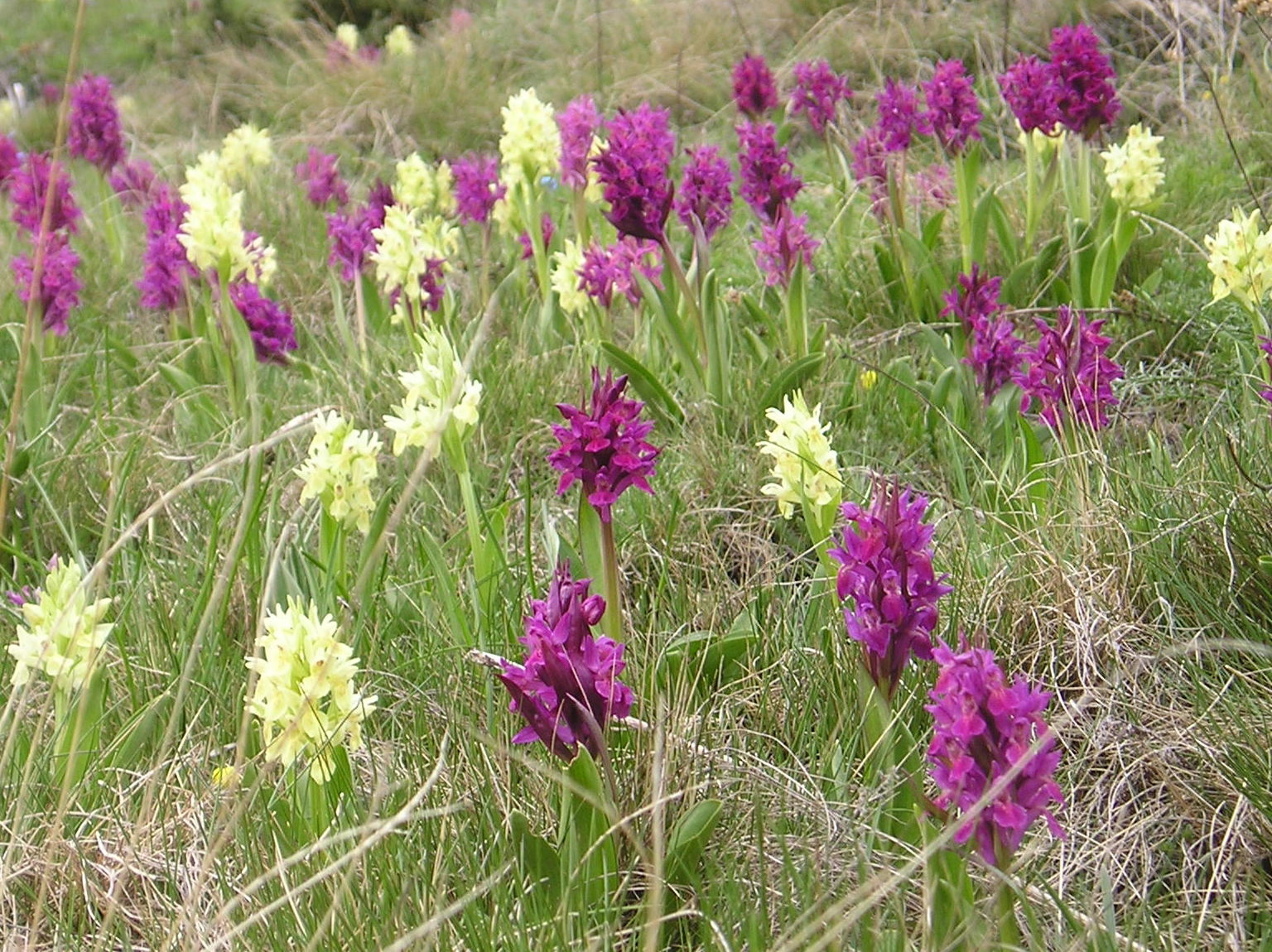
Siedlisko

## Biologia i ekologia
Bylina, geofit. Rośnie w widnych lasach, na zboczach porośniętych zaroślami, na naturalnych łąkach górskich regla dolnego, na pastwiskach. W Europie jej zasięg pionowy wynosi 2400 m n.p.m.. W Polsce jest gatunkiem górskim. Najwyżej położone stanowisko znajduje się na stokach Lubania w Gorcach (1115 m). Kwitnie od kwietnia do czerwca, kwiaty zwabiają owady imitując budową kwiaty roślin miododajnych, jednak nie wytwarzają nektaru. Procent zawiązywanych owoców jest nieduży. Liczba chromosomów 2n = 40.
Tworzy mieszańce z kukułką Fuchsa (Dactylorhiza fuchsii), kukułką szerokolistną (Dactylorhiza majalis), Dactylorhiza romana i Dactylorhiza saccifera, a także z ozorką zieloną (Coeloglossum viridis) i prawdopodobnie również z gołkiem białawym (Pseudorchis albida).

## Zagrożenia i ochrona
Gatunek objęty w Polsce ochroną ścisłą. Kategorie zagrożenia:
- Kategoria zagrożenia w Polsce według Czerwonej listy roślin i grzybów Polski (2006)[9]: V (narażony na wyginięcie); 2016: EN (zagrożony)[10].
- Kategoria zagrożenia w Polsce według Polskiej Czerwonej Księgi Roślin[11]: VU (vulnerable, narażony).

Obecnie najliczniejsze są stanowiska tego gatunku w Pieninach, gdzie w 2006 liczba wszystkich osobników wynosiła 1000-1400 i w Gorcach (ok. 1000 osobników). Największym zagrożeniem dla kukułki bzowej jest nawożenie łąk, zarastanie stanowisk w wyniku braku wypasu i koszenia. W parkach narodowych należy okresowo kosić łąki, na których występuje, zaś stanowiska poza parkami winne być objęte ochroną czynną. W pewnym stopniu roślinie zagrażają również ludzie, niszczący rośliny wzdłuż szlaków turystycznych (zadeptywanie, zrywanie).
O wysoki stopniu zagrożenia świadczyć może zanikająca w zastraszającym tempie liczba stanowisk. W Polsce stwierdzono dawniej występowanie tego gatunku na około 170 stanowiskach, jednak ostatnio (do 2008 r.) potwierdzono występowanie tylko na około 40-45 z nich. Kukułka wyginęła m.in. na Nizinie Śląskiej, Nizinie Śląsko-Łużyckiej, Wyżynie Miechowskiej, w Tatrach i w Beskidzie Wyspowym. W niektórych częściach Karpat wyginęła znaczna część stanowisk m.in. na Pogórzu Cieszyńskim, w Beskidzie Śląskim i Beskidzie Żywieckim.